# Новий Францишкув
Новий Францишкув (пол. Nowy Franciszków) — село в Польщі, у гміні Ополе-Любельське Опольського повіту Люблінського воєводства.
Населення — 64 особи (2011).
У 1975-1998 роках село належало до Люблінського воєводства.

## Демографія
Демографічна структура станом на 31 березня 2011 року:
|          | Загалом | Допрацездатний вік | Працездатний вік | Постпрацездатний вік |
| -------- | ------- | ------------------ | ---------------- | -------------------- |
| Чоловіки | 32      | 5                  | 25               | 2                    |
| Жінки    | 32      | 6                  | 19               | 7                    |
| Разом    | 64      | 11                 | 44               | 9                    |